# عبد العزيز الحلواني
عبد العزيز الحلواني (ت. 448 هـ / 1056 م)  هو فقيه حنفي.
هو أبو محمد عبد العزيز بن أحمد بن نصر بن صالح الحلواني (أو الحلوائي) البخاري، الملقب بشمس الأئمة. توفي في كش ودفن في بخارى.

## آثاره
من آثاره: 
- «المبسوط» في الفقه.
- «النوادر» في الفروع.
- «الفتاوى».
- «شرح أدب القاضي».
- «الفوائد».